# شين دا يون
شين دا يون (بالكورية: 신다은)‏ هي ممثلة كورية جنوبية، ولدت يوم 7 يناير 1985 في بوسان في كوريا الجنوبية.

## روابط خارجية
- شين دا يون على موقع IMDb (الإنجليزية)